# Santiago Leguizamón
Santiago Leguizamón (Villa Hayes, 26 de marzo de 1950-Pedro Juan Caballero, 26 de abril de 1991) fue un periodista paraguayo. Murió asesinado por sicarios contratados por narcotraficantes de la frontera de Brasil y Paraguay.

## Periodismo
Era el propietario de ZP 31 Radio Mburucuyá, de Pedro Juan Caballero, departamento de Amambay, en la cual conducía el programa matutino Puertas Abiertas. Cuando murió era corresponsal del diario Noticias y Canal 13, de Asunción, y editor de la revista Mburucuya juntamente con la periodista Zulia Giménez, anteriormente fue corresponsal de los diarios capitalinos ABC Color, Hoy y Última Hora. 
En los 16 años en que ejerció el periodismo, Leguizamón llegó a ser la voz de los sin voz de la frontera con Brasil, en Pedro Juan Caballero. Pedro Juan Caballero es una ciudad que siempre sufrió los problemas del narcotráfico y de una inmensa corrupción.

## Muerte

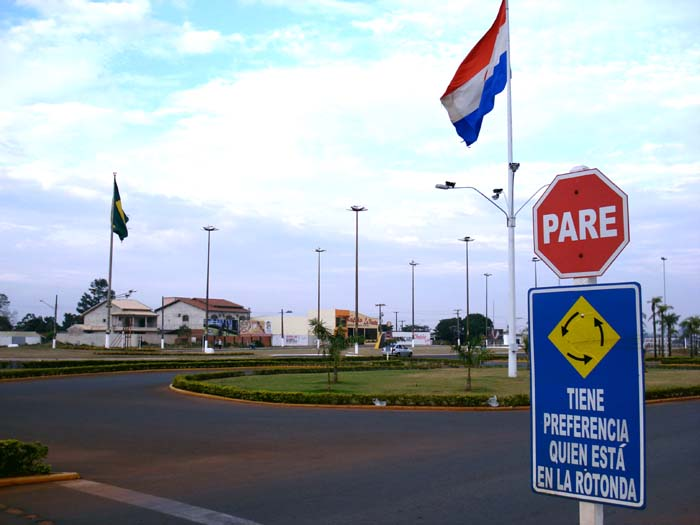
Vista de la Frontera.

El 26 de abril de 1991, Día del Periodista en Paraguay en que se recuerda la publicación del primer periódico paraguayo El paraguayo independiente, caía abatido a balazos en Pedro Juan Caballero. Fue al mediodía, en instante en que el periodista se dirigía a un restaurante a reunirse con la periodista Zulia Giménez y el compañero de trabajo, Pedro Cabral.
Un comando de tres personas se lo impidió en plena línea fronteriza. Pese a afirmaciones de que se conoce a los sospechosos de haber ordenado el crimen, hasta el momento nadie ha sido procesado o condenado por el hecho.
La familia del difunto periodista afirma conocer al culpable del trágico crimen, en una nota publicada en diario Última Hora, respondiendo a la pregunta de si saben quiénes lo mandaron matar, la respuesta fue la siguiente: Sí, lo sabemos nosotros y lo saben ustedes también. La sociedad paraguaya lo sabe, pero no hay un órgano oficial que lo pueda decir, porque no se castigó el crimen, y hoy existe la posibilidad de que personas ligadas a quienes ordenaron el asesinato estén en carrera política para la presidencia de la República. Es importante destacar que la familia nunca instauró querella contra los procesados en la causa que actualmente se halla en etapa de liquidación.